# Magnolia × proctoriana
Magnolia × proctoriana es una especie de híbrido perteneciente a la familia Magnoliaceae. Es originaria de Estados Unidos.
Es un híbrido compuesto por las especies Magnolia kobus × Magnolia salicifolia. 

## Taxonomía
Magnolia × proctoriana fue descrita por Alfred Rehder y publicado en Journal of the Arnold Arboretum 20: 412. 1939.
Etimología
Magnolia: nombre genérico otorgado en honor de Pierre Magnol, botánico de Montpellier (Francia). 
proctoriana: epíteto